# Drosophila nigropolita
Drosophila nigropolita är en tvåvingeart som beskrevs av Elmo Hardy 1965. Drosophila nigropolita ingår i släktet Drosophila och familjen daggflugor.
Artens utbredningsområde är Hawaii.